# Maxey-sur-Meuse
Maxey-sur-Meuse este o comună franceză situată în departamentul Vosges, în regiunea Grand Est.
Comuna Maxey-sur-Vaise, din departamentul Meuse, se află la doar 10 km distanță.

## Geografie
Maxey-sur-Meuse este un sat din nord-vestul regiunii Vosges, situat la 13 km de Neufchâteau, 34 km de Toul, 39 km de Commercy și 51 km de Nancy.
Fluviul Meuse curge prin Maxey, unde primește apele Vairului, ale pârâului Roises și ale a două pârâuri mici, Vau și Blanchonrupt. Prezența acestor cursuri de apă favorizează pescuitul.

### Comune limitrofe

Intrarea în sat.

|                            | Brixey-aux-Chanoines (Meuse) |                            |
| Greux                      |                              | Jubainville                |
| Domrémy-la-Pucelle Coussey | Moncel-sur-Vair              | Soulosse-sous-Saint-Élophe |

### Hidrografie
Comuna este situată în bazinul hidrografic al râului Meuse, în cadrul bazinului Rin-Meuse. Este drenată de râul Meuse, Vair, pârâul Chaudrons, pârâul Roises, Noue du Pont de Pagny, pârâul Blonchonrupt și pârâul Vau.
Fluviul Meuse își are izvorul în Franța, în comuna Le Châtelet-sur-Meuse, la o altitudine de 409 metri, și se varsă în Marea Nordului după un parcurs de aproximativ 950 de kilometri, traversând Franța pe o distanță de 486 de kilometri, Belgia și Țările de Jos.
Râul Vair, cu o lungime totală de 65,3 km, izvorăște din comuna Dombrot-le-Sec și se varsă în Meuse pe teritoriul comunei, la granița cu Greux, după ce a traversat 23 de comune.

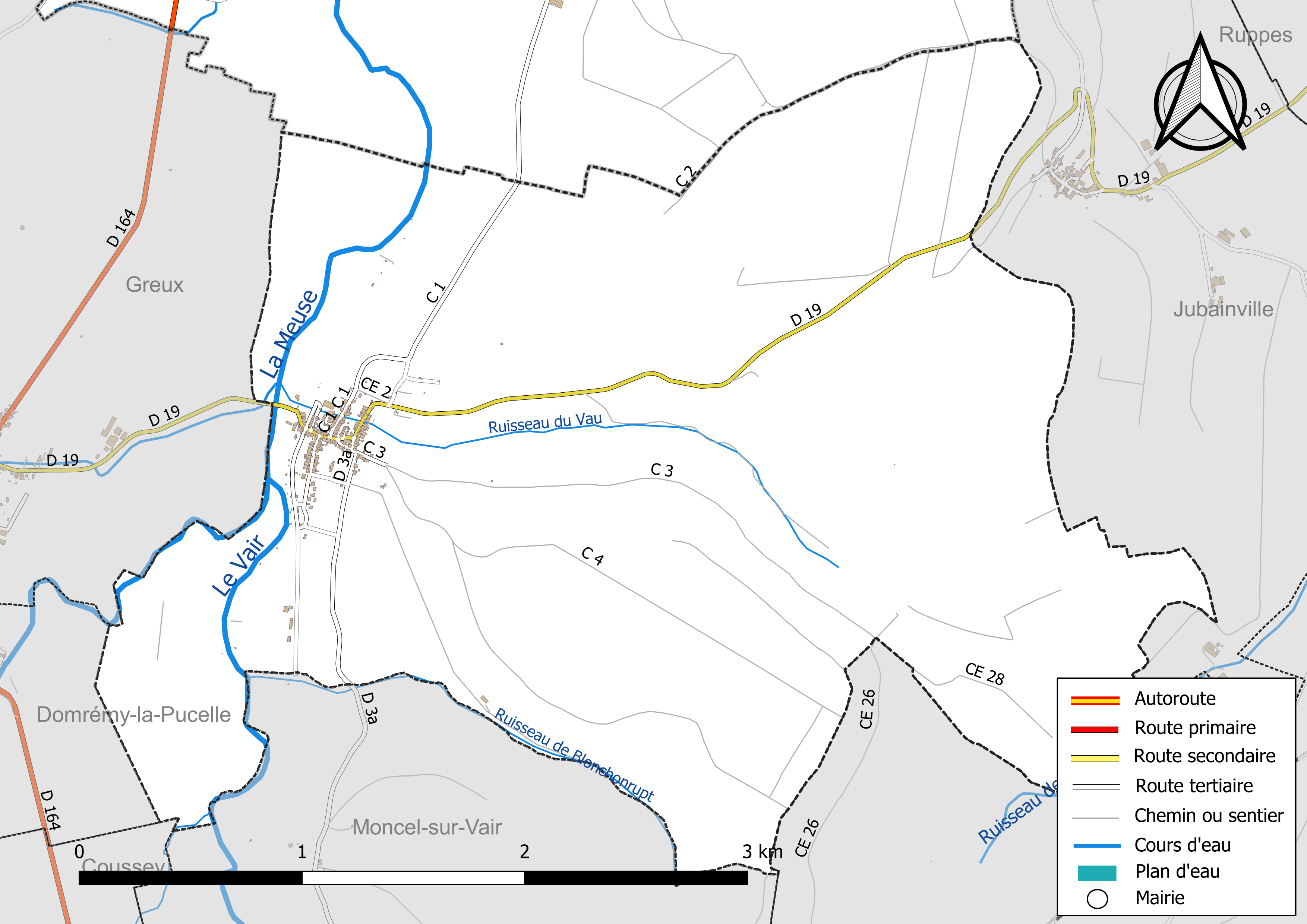
Rețelele hidrografice și rutiere Maxey-sur-Meuse.

Calitatea apei și a cursurilor de apă poate fi consultată pe un site dedicat, gestionat de agențiile de apă și de Agenția Franceză pentru Biodiversitate.

### Clima
În 2010, clima comunei era de tip montan, conform unui studiu al Centrului Național de Cercetare Științifică (CNRS) pe baza unui set de date care acoperă perioada 1971-2000 bazat pe o serie de date din perioada 1971-2000. În 2020, Météo-France a publicat o tipologie a climatului pentru Franța metropolitană, în care comuna este caracterizată de un climat oceanic alterat și se află în regiunea climatică Lorena, platoul Langres și Morvan. Această zonă se distinge prin ierni aspre (1,5 °C), vânturi moderate și ceață frecventă în toamnă și iarnă.
Pentru perioada 1971-2000, temperatura medie anuală este de 9,6 °C, cu o amplitudine termică anuală de 16,8 °C. Cumulul anual mediu de precipitații este de 959 mm, cu 13,3 zile de precipitații în ianuarie și 9,5 zile în iulie. Pentru perioada 1991-2020, temperatura medie anuală observată la stația meteorologică Météo-France cea mai apropiată, „Rollainville”, situată în comuna Rollainville la 10 km în linie dreaptă, este de 10,3 °C și cumulul anual mediu de precipitații este de 860,3 mm. Temperatura maximă înregistrată la această stație este de 39,6 °C, atinsă pe 25 iulie 2019; temperatura minimă este de −18,2 °C, atinsă pe 20 decembrie 2009.
Parametrii climatici ai comunei au fost estimați pentru mijlocul secolului (2041-2070) conform diferitelor scenarii de emisie de gaze cu efect de seră, bazate pe noile proiecții climatice de referință DRIAS-2020. Aceștia pot fi consultați pe un site dedicat publicat de Météo-France în noiembrie 2022.

## Urbanism

### Tipologie
La 1 ianuarie 2024, Maxey-sur-Meuse este clasificată drept comună rurală cu habitat dispersat, conform noii grile comunale de densitate cu șapte niveluri definită de INSEE (Institutul Național de Statistică și Studii Economice) în 2022. Ea este situată în afara unei unități urbane. De asemenea, comuna face parte din zona metropolitană a orașului Neufchâteau, fiind o comună din periferie. Această zonă, care cuprinde 72 de comune, este clasificată în categoriile de zone cu mai puțin de 50.000 de locuitori.

### Utilizarea terenului
Ocupația terenurilor din comună, așa cum reiese din baza de date europeană privind ocuparea biogeografică a terenurilor Corine Land Cover (CLC), este marcată de importanța pădurilor și a mediilor semi-naturale (58,3 % în 2018), o proporție identică cu cea din 1990 (58,3 %). Repartizarea detaliată în 2018 este următoarea: păduri (55,9 %), terenuri arabile (20,8 %), pajiști (18,6 %), zone urbanizate (2,3 %), medii cu vegetație arbustivă și/sau ierboasă (2,3 %). Evoluția ocupării terenurilor în comună și a infrastructurilor sale poate fi observată pe diferitele reprezentări cartografice ale teritoriului: harta Cassini (secolul XVIII), harta de stat-major (1820-1866) și hărțile sau fotografiile aeriene ale IGN pentru perioada actuală (1950 până în prezent).

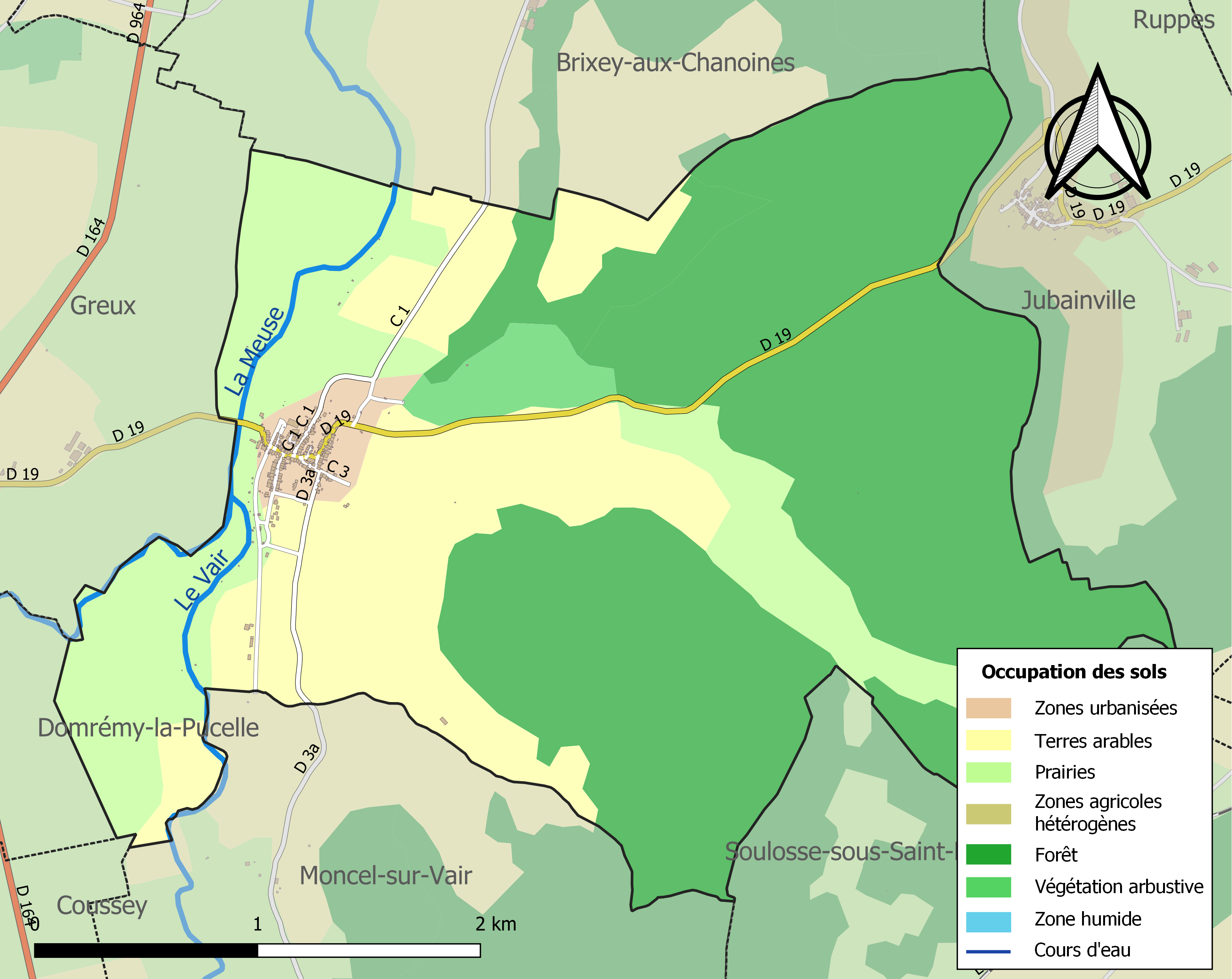
Harta infrastructurii și utilizării terenului a comunei în 2018 (CLC).

## Istorie
Prima mențiune a toponimului Maxey-sur-Meuse datează din 1097. La 5 mai 1456, aleșii din Langres pronunță o sentință prin care, în baza scrisorilor-patente ale regelui Carol al VII-lea din 1 martie 1455, care declară locuitorii din Maxey de aceeași condiție și libertate ca cei din Bar, îi scutesc de taxe, ajutoare și accize impuse asupra lor de oficialii regelui.
Stăpânii domeniului din Maxey au adresat, la 13 iulie 1611, o cerere contelui de Vaudémont pentru a obține permisiunea de a stabili un prévôt în Maxey în locul celor patru primari; nu se știe care a fost rezultatul acestei cereri. Locuitorii din Maxey datorau anual, ca taxă de pază, un resal (cantitate de măsură) de ovăz și o găină pentru fiecare gospodărie.
În secolul al XVI-lea, Maxey-sur-Meuse era împărțită între prévôté-ul (prévôté = unitate administrativă) lorraine din Châtenois și Neufchâteau, prévôté-uldin Gondrecourt și castelanul de Champagne din Montéclaire. Întregul teritoriu a fost atribuit ducelui de Lorena prin articolul XVI al tratatului din 21 ianuarie 1718 și a fost inclus, conform edictului din iunie 1751, în bailliage-ul (districtul) din Neufchâteau.
Biserica, sub hramul Adormirii Maicii Domnului, făcea parte din dioceza Toul, deanatul Neufchâteau. Parohia era atribuită prin numirea abației de Saint-Mansuy din Toul și prin concurs. Un sfert din zeciuială era destinat preotului paroh, două treimi erau pentru călugării de la Saint-Mansuy, cu excepția a 1/9 din zeciuială, care era încasată de stăpânul de Ruppes.
Între 1790 și anul X (1802), Maxey-sur-Meuse a făcut parte din cantonul Ruppes. Primăria a fost construită în 1880, școala băieților în 1860 și școala fetelor în 1858.

## Populația și societatea

### Date demografice
Evoluția numărului de locuitori este cunoscută prin recensămintele populației efectuate în comuna respectivă începând din 1793. Pentru comunele cu mai puțin de 10 000 de locuitori, un recensământ al întregii populații este realizat la fiecare cinci ani, populațiile legale pentru anii intermediari fiind estimate prin interpolare sau extrapolare. Pentru comuna respectivă, primul recensământ exhaustiv în cadrul noului dispozitiv a fost realizat în 2004.
În 2021, comuna număra 216 locuitori, în scădere cu 8,86 % față de 2015 (Vosges: −31,91 %, Franța fără Mayotte: +1,84%).
| An        | 1793 | 1821 | 1841 | 1856 | 1876 | 1886 | 1901 | 1921 | 1936 | 1962 | 1982 | 2006 | 2014 | 2021 |
| --------- | ---- | ---- | ---- | ---- | ---- | ---- | ---- | ---- | ---- | ---- | ---- | ---- | ---- | ---- |
| Populație | 518  | 510  | 582  | 528  | 481  | 444  | 375  | 338  | 304  | 286  | 205  | 262  | 239  | 216  |

## Cultura și patrimoniul local

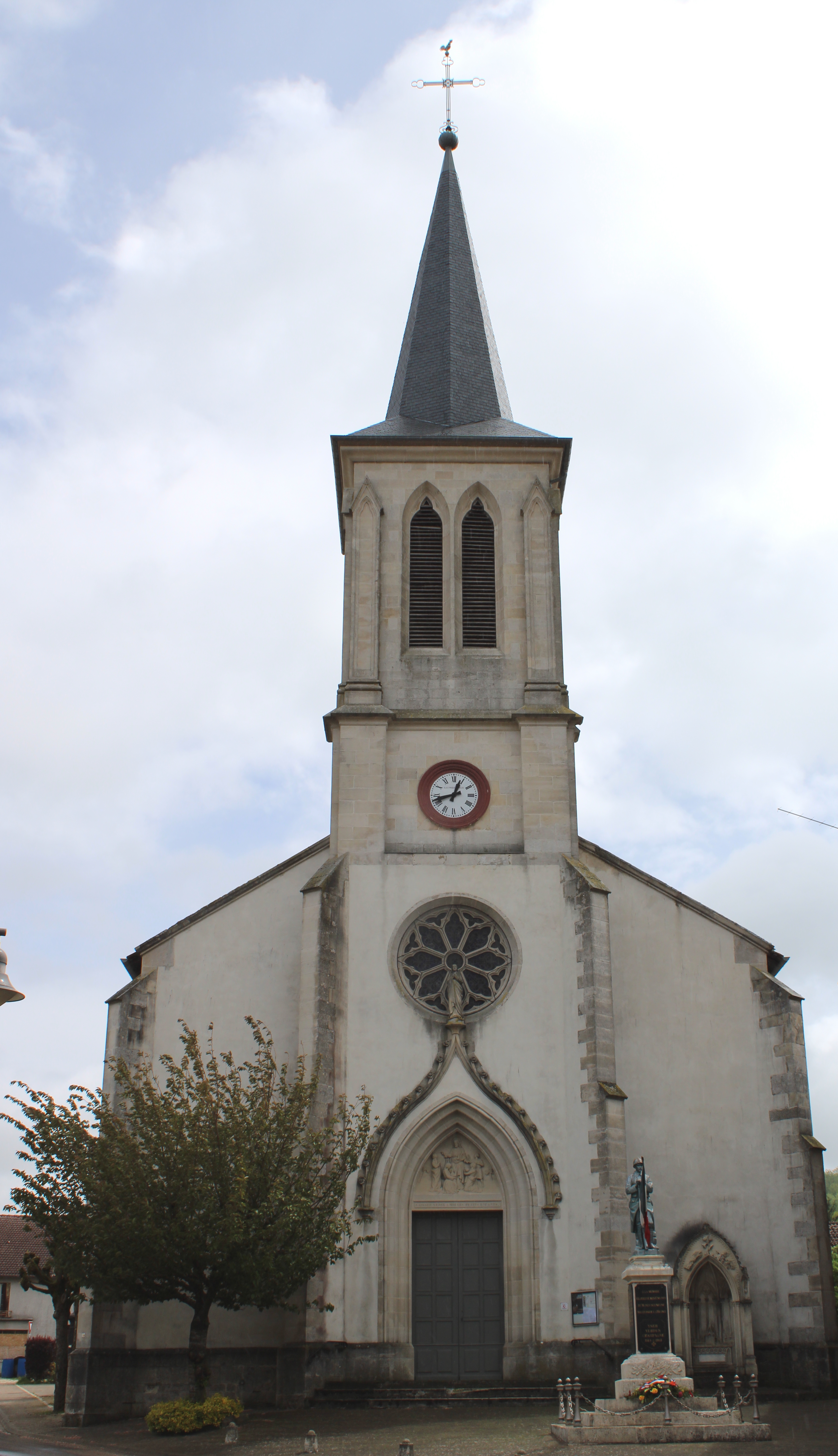
Biserica.

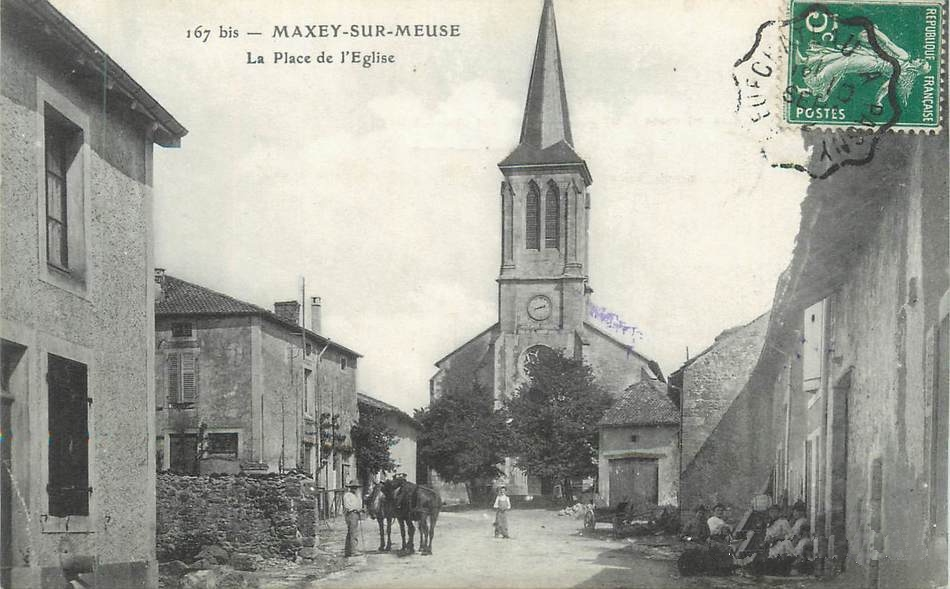
Carte poștală cu piața bisericii în jurul anului 1920.

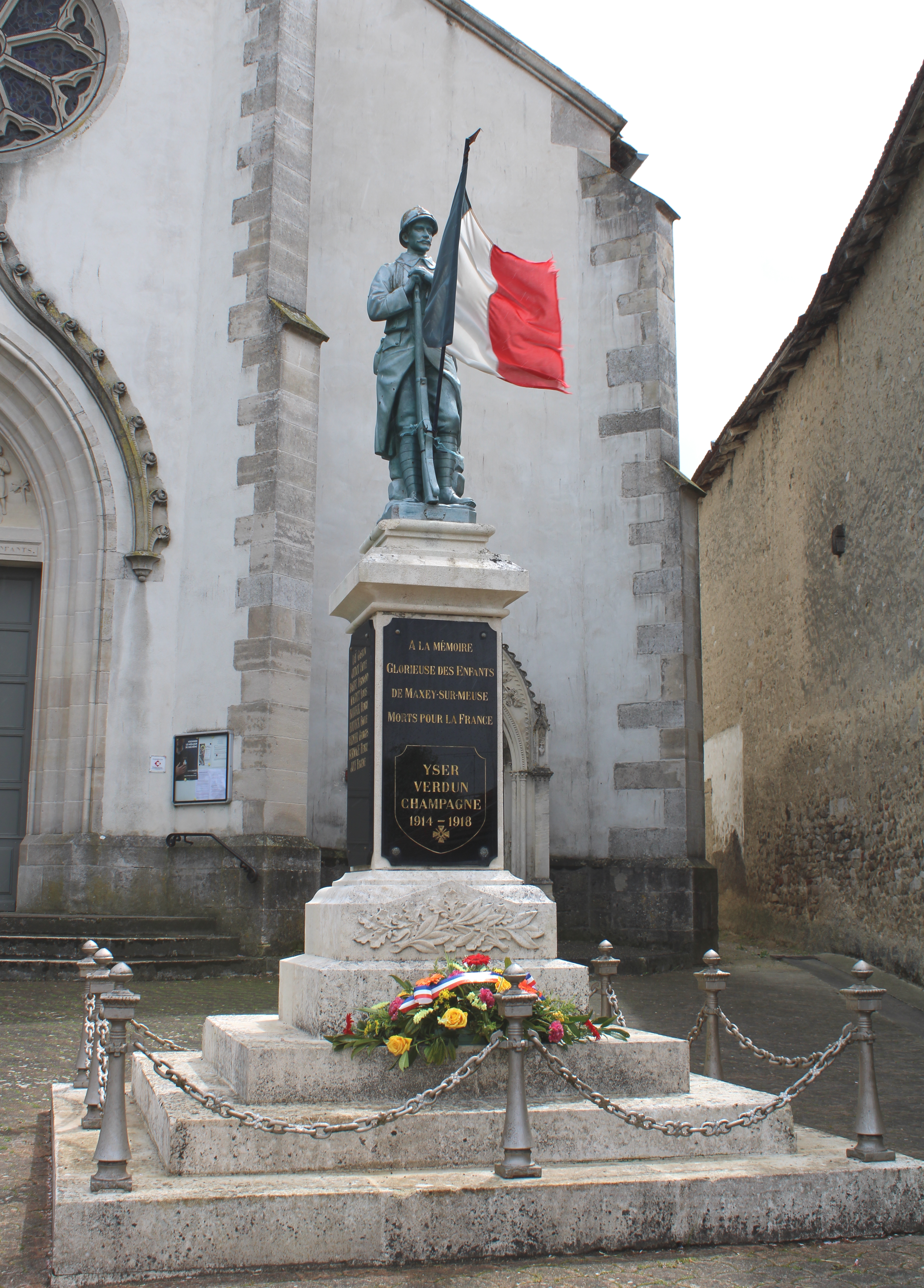
Memorialul de război.

### Locuri si monumente
- Capela Notre-Dame de Pitié sau Capela de Beauregard adăpostește numeroase statui, printre care o Pietà policromă din piatră din secolul XIII. O restaurare a acestei capele a fost realizată în 2007 cu sprijinul Fundației Patrimoniului[30].
- Biserica Adormirea Maicii Domnului.
- Monumentul eroilor, monument comemorativ[31].
- Pajiștea calcaroasă de pe platoul Beauregard este un ecosistem caracterizat prin prezența numeroaselor specii de orhidee, precum și a unei faune particulare, incluzând reptile și insecte[32].
- Movila castelului situată în spatele absidei capelei Beauregard, pe un promontoriu, dominând valea râului Meuse. Movila rotundă, cu șanțuri, are o platformă cu un diametru de 15 metri[33].